# Rolf Ludwig (Statistiker)

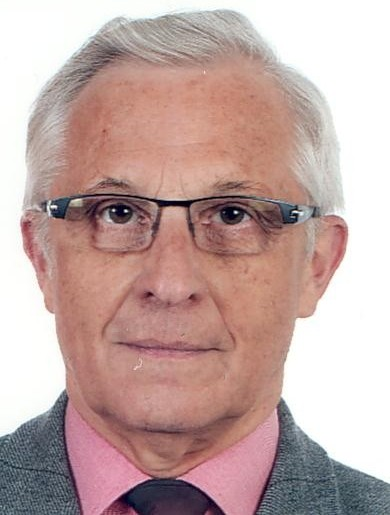
Rolf Ludwig (2015)

Rolf Ludwig (* 25. Oktober 1937 in Herwigsdorf, Oberlausitz) ist ein deutscher Mathematiker und Statistiker.

## Werdegang
Rolf Ludwig legte 1955 das Abitur an der Geschwister-Scholl-Oberschule in Löbau ab und begann dann ein Studium an der Karl-Marx-Universität Leipzig für das höhere Lehramt, Mathematik im Hauptfach (u. a. bei Felix Burkhardt, Herbert Beckert, Ernst Hölder und Hans Salie), sowie Physik (bei Waldemar Ilberg) als Zweitfach. 1959 schloss er das Studium mit dem Staatsexamen für das Lehramt Oberstufe für Mathematik und Physik ab. Er arbeitete von 1959 bis 1961 als Lehrer für Mathematik, Physik und Astronomie an der polytechnischen Oberschule in Schleife.
Im Jahr 1961 holte Felix Burkhardt ihn als wissenschaftlichen Assistenten an das Institut für Mathematische Statistik der Karl-Marx-Universität Leipzig. 1964 erfolgte die Promotion A zum Dr. rer. nat. mit der Arbeit „Auswahl leistungsbestimmender Faktoren im Sport“. 1966 nahm er eine Tätigkeit am neugegründeten Zentralinstitut für Jugendforschung in Leipzig auf und baute hier die Abteilung Statistik und Informationsverarbeitung auf, deren Leiter er bis zur Abwicklung des Institut im Jahre 1990 war. 1975 promovierte Ludwig zum Dr. phil. mit der Arbeit „Zur Theorie und Praxis der Erarbeitung und des Einsatzes des programmierten Lehrgangs „Statistik für Forschung und Beruf“ : ein Beitrag zur Rationalisierung und Intensivierung der Ausbildung Erwachsener“.
1981 erhielt er eine Berufung zum Honorardozenten für Bildungssoziologie und 1987 zum Honorarprofessor für Methodologie der Wissenschaften an der Pädagogischen Hochschule Magdeburg. Von 1991 bis 1993 war er als Wissenschaftlicher Mitarbeiter am Deutschen Jugendinstitut München, Außenstelle Leipzig tätig und mitverantwortlich für die Aufbereitung und Übergabe der zahlreichen empirischen Studien des Zentralinstitut für Jugendforschung an das Zentralarchiv in Köln. Von 1991 bis 2003 war er am Institut für Soziologie der Universität Leipzig verantwortlich für die Ausbildung der Studenten in den Bereichen „Statistische Methoden“ und Informatik. Von 2000 bis 2018 war er Inhaber der Firma Datenservice-Ludwig. Hier beschäftigte er sich vorrangig mit der statistischen Aufbereitung und Auswertung empirischer Studien und der Beratung von Doktoranden aus den Bereichen Medizin, Soziologie, Psychologie u. a. zu Fragen der statistischen Auswertung.
Er ist verheiratet und hat zwei Kinder.

## Auszeichnungen
- 1973: Artur-Becker-Medaille in Gold
- 1975: Ehrennadel für heimatkundliche Leistungen in Bronze
- 1976: Preis der FDJ für hervorragende wissenschaftliche Leistungen
- 1978: Johannes-R.-Becher-Medaille in Bronce
- 1979: Verdienstmedaille der DDR
- 1980: Ehrennadel für heimatkundliche Leistungen in Gold
- 1981: Johannes-R.-Becher-Medaille in Silber
- 1982: Vaterländischer Verdienstorden in Bronze
- 1986: Banner der Arbeit Stufe III

## Publikationen
- Statistik für Forschung und Beruf – Ein programmierter Lehrgang, Fachbuchverlag, Leipzig 1973 (gemeinsam mit Heinz  Lohse)
- Prüfstatistik – Ein programmierter Lehrgang, Fachbuchverlag, Leipzig 1982 (gemeinsam mit Heinz  Lohse)
- Statistische Verfahren. Statistik für Soziologen, Psychologen, Pädagogen und Mediziner. Band 2. Verlag Harry Deutsch, Thun und Frankfurt am Main 1983 (gemeinsam mit Heinz Lohse und Michael Röhr), ISBN 978-3-87144-596-5
- Statistik-PC-Software. Statistik für Soziologen, Psychologen, Pädagogen und Mediziner. Band 6. Verlag Harry Deutsch, Thun und Frankfurt am Main 1983 (gemeinsam mit Andreas Hinz und Michael Röhr), ISBN 3-8171-1511-3
- ca. 75 Publikationen in Sammelbänden und Fachzeitschriften.